# Pont de Chiaia
Le pont de Chiaia (en italien : ponte di Chiaia) est un pont de Naples, reliant le quartier de San Carlo alle Mortelle, avec la colline de Pizzofalcone. Le pont est situé au-dessus de la Via Chiaia, dans le quartier éponyme.

## Histoire
Il a été construit en 1636 par le vice-roi Manuel de Acevedo y Zúñiga, comte de Monterey, pour relier la colline de Pizzofalcone, et pour cette raison a d'abord été appelé "le pont Monterey".
Pour atteindre le niveau supérieur de la via Chiaia avait été réalisée une rampe raide que Ferdinand IV avait décidé de supprimer, mais ne l'a pas fait.
Cette rampe était tristement célèbre pour sa crasse et sa dégradation, et ses sombres fréquentations.
Le pont a maintenu sa simplicité et son aspect et frustre jusqu'à sa restauration en 1834 par Orazio Angelini dans le style néo-classique: la rampe d'accès a été remplacée par un escalier, et également été décorée sur le côté de la piazza Trieste e Trento avec des frises en marbre, tandis que sur le côté opposé, vers la place des Martyrs, par deux chevaux.

## Description
Le pont présente seulement une des deux arches qui le composent, en raison de bâtiments construits en-dessous.
Le blason des Savoie a remplacé celui des Bourbons après l'Unité italienne.
À la gauche du pont en venant de la piazza Trieste e Trento, est situé l'ascenseur de Chiaia, grâce auquel on peut rejoindre la via Giovanni Nicotera, la route qui traverse le pont. L'ascenseur est inséré dans l'escalier à trois niveaux qui a remplacé la rampe.